# Пукоу
Пуко́у (кит. упр. 浦口, пиньинь Pǔkǒu) — район городского подчинения города субпровинциального значения Нанкин провинции Цзянсу (КНР). Название района состоит из иероглифов «набережная» и «устье», и означает место впадения малой реки в большую.

## История
В эпоху Вёсен и Осеней эти земли находились в составе царства Чу и входили в состав области Тан (棠邑), которая затем была захвачена царством У. В эпоху Воюющих царств У было покорено юэсцами, которые в свою очередь были разгромлены Чу.
После объединения Китая в централизованную империю область была преобразована в уезд Танъи (棠邑县). После основания империи Хань Лю Бан в 201 году до н.э. сделал Чэнь Ина Танъи-хоу (棠邑侯), и уезд был преобразован в удельное владение. В 117 году до н.э. написание названия Танъи было изменено на 堂邑. В 116 году до н.э. удел вновь стал уездом. 
В эпоху Троецарствия эти земли входили сначала в состав царства Вэй, затем — в состав царства У.
После повторного объединения страны и образования империи Цзинь юго-западная часть этих земель вошла в 285 году в состав уезда Уцзян (乌江县), управлявшегося из посёлка Уцзян. В 307 году был основан посёлок Сюаньхуа (宣化镇). Из-за постоянных войн на центральных равнинах на юг хлынуло много беженцев, здесь поселилось много переселенцев из провинции Хэнань, принадлежавших к семье Вэй, и в 397 году уезд Танъи был переименован в Вэйши (尉氏县).
Во времена южной империи Лян в 502 году уезд Вэйши был разделён на уезды Вэйши и Танъи; земли современного района оказались в составе уезда Вэйши. В 569 году эти земли были захвачены Северной Ци, и пять лет спустя в «Южной истории» они упоминаются как «речной берег» — «Цзянпу» (江浦).
При империи Суй в 583 году посёлок Сюаньхуа был переименован в Лухэ (六合镇). Четыре года спустя уезды Вэйши, Танъи и Фаншань были объединены в уезд Лухэ (六合县); в тот момент земли современного района были разделены между уездом Уцзян области Хэчжоу (和州), уездом Лухэ области Фанчжоу (方州) и уездом Синьчан (新昌县) области Чучжоу (滁州). В 598 году уезд Синьчан был переименован в Цинлю (清流县).
При империи Тан в 709 году из уезда Цинлю был выделен уезд Юнъян (永阳县). При Южной Тан в 938 году уезд Юнъян был переименован в Лайань (来安县).
После основания империи Мин земли уезда Уцзян перешли под непосредственное управление властей области Хэчжоу, а земли уезда Лайань — под непосредственное управление властей области Чучжоу. В 1376 году из уезда Лухэ был выделен уезд Цзянпу (江浦县), в состав которого вошли также ряд прилегающих волостей областей Хэчжоу и Чучжоу; уезд был подчинён Интяньской управе (应天府) непосредственно подчинённой правительству страны области Наньчжили (南直隶), а его власти разместились в городе Пуцзыкоу (浦子口). Тринадцать лет спустя уезд Лухэ также был переподчинён Интяньской управе.
При империи Цин в 1645 году Интяньская управа была переименована в Цзяннинскую управу (江宁府), а земли Наньчжили перестали напрямую подчиняться правительству страны, и были преобразованы в обычную провинцию Цзяннань (江南省), которая впоследствии была разделена на провинции Цзянсу и Аньхой. В 1858 году эти земли вошли в состав созданного повстанцами-тайпинами Небесного государства, и в Цзянпу разместились власти провинции Тяньпу (天浦省). В 1864 году повстанцы были разгромлены, и были восстановлены административные структуры Цинской империи.
После Синьхайской революции правительство Юань Шикая  в октябре 1912 года  распорядилось устроить на побережье Цзянпу речной порт. После того, как в 1928 году правительство Китайской республики переехало в Нанкин, Пукоуский речной порт был переведён из-под юрисдикции уезда Цзянпу под юрисдикцию Нанкина. В 1937 году земли Пукоу опять перешли под юрисдикцию уездов Цзянпу и Лухэ, но в 1946 году были возвращены в состав Нанкина.
В 1949 году на этих землях был образован Район № 8. В 1950 году он был переименован в Район № 7. В 1955 году район № 7 был переименован в район Пукоу.
Тем временем уезд Цзянпу в 1949 году был подчинён провинции Аньхой, где вошёл в состав Специального района Чучжоу (滁州专区). В 1953 году он был переведён в состав провинции Цзянсу, где вошёл в состав Специального района Янчжоу (扬州专区). В 1956 году он был передан в состав Специального района Чжэньцзян (镇江专区), но в 1957 году вернулся в состав Специального района Янчжоу. В 1958 году был переведён под юрисдикцию Нанкина, в 1962 году вернулся в состав Специального района Янчжоу. В 1966 году он был передан в состав Специального района Лухэ, но в 1971 году Специальный район Лухэ был расформирован, и уезд окончательно перешёл под юрисдикцию Нанкина.
В 2002 году уезд Цзянпу был присоединён к району Пукоу.

## Административное деление
Район делится на 9 уличных комитетов.

## Транспорт
В 1908 году началось строительство железной дороги Тяньцзинь—Пукоу, завершившееся в 1912 году. С этого момента Пукоу стал важным транзитным пунктом: поезда с севера доходили до Пукоу, после приходилось пересекать реку на пароме. В 1968 году был сооружён Нанкинский мост через Янцзы, соединивший районы Пукоу и Гулоу, что позволило организовать непрерывное железнодорожное сообщение между Тяньцзинем и Шанхаем.